# Acalymma horni
Acalymma horni es una especie de  coleóptero de la familia Chrysomelidae.
Fue descrita en 1887 por Jacoby.